# Torricella Verzate
Torricella Verzate ist eine norditalienische Gemeinde (comune) mit 808 Einwohnern (Stand 31. Dezember 2023) in der Lombardei. Die Gemeinde liegt etwa 19 Kilometer südlich von Pavia in der Oltrepò Pavese.

## Verkehr
Durch die Gemeinde führt die frühere Strada Statale 10 Padana Inferiore (heute: Provinzstraße) von Turin nach Monselice.